# Paul Garon
Paul Arthur Garon (* 6. Juli 1942 in Louisville, Kentucky, USA; † 26. Juli 2022) war ein US-amerikanischer Autor, Herausgeber und Bluesforscher.

## Biografie
Geboren 1942 in Louisville, Kentucky, entdeckte Garon 1959 den Blues, als er Sonny Terry und Brownie McGhee hörte. Er zog nach Chicago, wo er zunächst im Jazz-Shop von Bob Koester arbeitete, dem Gründer von Delmark Records. Mitte der 1960er Jahre wurde er Mitglied der „Chicago Surrealist Group“ und Mitgründer der Zeitschrift Arsenal: Surrealist Subversion.
1970 war Garon einer der Gründungsherausgeber der Zeitschrift Living Blues. Er schrieb auch für andere Zeitschriften und veröffentlichte eine Reihe von Büchern. Zu seinen Themen gehörten, neben dem Blues, unter anderem auch Abolitionismus und Surrealismus. Unter seinen Veröffentlichungen sind die Biografien von Peetie Wheatstraw (1971) und Memphis Minnie (1992, zusammen mit Beth Garon).
Später betrieben Garon und seine Frau Beth gemeinsam Beasley Books, ein Geschäft für seltene Bücher in Chicago. Er war auch Gründungspartner des Chicago Rare Book Center in Evanston (Illinois).
Paul Garon starb am 26. Juli 2022 im Alter von 80 Jahren.

## Werke
- Paul and Beth Garon: Woman With Guitar: Memphis Minnie’s Blues. Da Capo Press, 1992, ISBN 978-0-306-80460-1.[4]
- Paul Garon: The Devil’s Son-In-Law: The Story of Peetie Wheatstraw and His Songs. Charles H. Kerr, Chicago 2003, ISBN 978-0-88286-266-8.
- Paul Garon: Blues and the Poetic Spirit. City Light Books, San Francisco 1996, ISBN 978-0-87286-315-6.
- Paul Garon: Rana Mozelle: Surrealist Texts. 1978, ISBN 978-0-941194-05-1.
- Paul Garon, Gene Tomko: What’s the Use of Walking if There’s A Freight Train Going Your Way? Black Hoboes and Their Songs. 2015, ISBN 978-0-88286-371-9.
- Paul Garon, Franklin and Penelope Rosemont: The Forecast Is Hot: Tracts & Other Collective Declarations of the Surrealist Movement in the United States 1966–1976. 1997, ISBN 978-0-941194-29-7.
- Paul Garon: The Charles H. Kerr Company Archives 1885–1985: A Century of Socialist and Labor Publishing. 1985, ISBN 978-0-88286-144-9.